# Heather Thomas

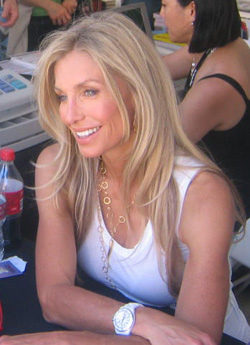
Heather Thomas (2008)

Heather Anne Thomas (* 8. September 1957 in Greenwich, Connecticut) ist eine US-amerikanische Schauspielerin, Autorin und politische Aktivistin. Bekannt wurde sie im deutschsprachigen Raum durch die Verkörperung der Jody Banks in der US-Fernsehserie Ein Colt für alle Fälle.

## Leben
Thomas ist die Tochter von Gladdy Lou Ryder, einer Sonderschullehrerin die im Schulbezirk von Santa Monica und Malibu unterrichtete. Sie besuchte die Santa Monica High School bis 1975 und wechselte dann an die School of Theater, Film and Television (TFT) der UCLA.
1984 begann Thomas auf Drängen ihrer Mutter und ihres Schauspielkollegen Lee Majors eine Drogentherapie zur Überwindung ihrer Kokainabhängigkeit und trat der Selbsthilfegruppe Cocaine Anonymous (CA) bei, die mit den Anonymen Alkoholikern vergleichbar ist. Im August 1985 heiratete sie Alan Rosenthal, einen der CA-Gründer; die Ehe wurde bereits im September 1986 geschieden. Im selben Jahr wurde sie beim Überqueren des San Vincente Boulevard in Los Angeles von einem Auto erfasst und erlitt Frakturen an beiden Beinen; sie wurde mehrfach operiert.
Ende der 1980er Jahre war sie mit dem österreichischen Sänger Christian Anders liiert, den sie 1986 bei den Dreharbeiten zum Film Der Stein des Todes kennengelernt hatte.
Im Oktober 1992 heiratete Thomas den Medienanwalt Harry M. Brittenham, mit dem sie eine Tochter (* Juni 2000) hat.

## Karriere
Ihr Fernsehdebüt hatte Heather Thomas 1971 im Alter von 14 Jahren mit der NBC-Sendung Talking with a Giant, in der sie Interviews mit berühmten Persönlichkeiten führte. Schon während ihres Studiums spielte sie kleinere Fernsehrollen, unter anderem 1978 in David Cassidy: Man Under Cover und 1979 in der Sitcom Co-Ed Fever des Senders CBS. Die Serie sollte ursprünglich sechs Episoden umfassen, wurde aber nach der Ausstrahlung der ersten Folge eingestellt. Thomas sagte darüber später: „Sie wurde nach dem dritten Werbeblock eingestellt.“ (Engl. „It was cancelled after the third commercial.“)
Als Jody Banks hatte sie von 1981 bis 1986 an der Seite von Lee Majors ihren größten Erfolg in der US-Fernsehserie Ein Colt für alle Fälle. Während dieser Zeit war Thomas auch ein gefragtes Pinup-Girl und wurde kokainabhängig. Nach dem Ende der Serie und der Überwindung ihrer Sucht folgten Nebenrollen in mehreren Filmen, die meisten davon „B-Movies“, sowie Gastauftritte in Fernsehserien wie Love Boat.
1987 wurde Thomas für den kanadischen Fernsehpreis Gemini Award in der Kategorie „Beste weibliche Nebenrolle“ für ihre Darstellung in dem Fernsehfilm Ford: The Man and the Machine nominiert. Im selben Jahr spielte sie Marilyn Monroe in dem Fernsehfilm Hoover vs. the Kennedys: The Second Civil War. 1998 beendete Thomas ihre Schauspielkarriere.
Danach versuchte sich Thomas als Drehbuchautorin. Nachdem sie annähernd 40 Drehbücher geschrieben hatte, kaufte Touchstone Pictures ein Skript namens School Slut für einen sechsstelligen Betrag. Da es nicht zur Verfilmung kam, erwarb sie die Rechte, um es selbst produzieren zu können. Im April 2008 erschien Thomas’ erster Roman Trophies im Verlag HarperCollins. 
Gemeinsam mit ihrem Ehemann, dem Medienanwalt Harry M. Brittenham, unterstützt Thomas liberale politische Kandidaten sowie Interessengruppen. Seit 2003 richtet das Paar monatlich ein als „The L.A. Cafe“ bekanntes Frühstück in ihrem Haus in Santa Monica aus, bei dem es Spenden sammelt. Nach Angaben von newsmeat.com hat Thomas bisher mehr als 280.000 US-Dollar an Spendengeldern gesammelt.
2014 war sie wieder als Schauspielerin zu sehen. 2024 hatte sie eine Hauptrolle im Film The Ghost Trap und zudem einen kurzen Cameo-Auftritt im Film The Fall Guy.

## Filmografie (Auswahl)
- 1971: Talking with a Giant
- 1978: David Cassidy: Man Under Cover (Fernsehserie, Folge 1x05)
- 1979: Co-ed Fever (Fernsehserie, 6 Folgen)
- 1980: B.J. und der Bär (B.J. and the Bear, Fernsehserie, Folge 2x19)
- 1981–1986: Ein Colt für alle Fälle (The Fall Guy, Fernsehserie, 112 Folgen)
- 1982: Der Typ mit dem irren Blick (Zapped!)
- 1983: Love Boat (The Love Boat, Fernsehserie, 6x25, 7x07–7x08)
- 1984: T. J. Hooker (Fernsehserie, Folge 4x04)
- 1986: Der Stein des Todes (Death Stone)
- 1987: Mike Hammer (Mickey Spillane’s Mike Hammer, Fernsehserie, Folge 3x20)
- 1987: Cyclone
- 1987: Hoover vs. the Kennedys: The Second Civil War (Fernsehfilm)
- 1988: Das dreckige Dutzend – The Fatal Mission (The Dirty Dozen: The Fatal Mission) (Fernsehfilm)
- 1989: Flair (Miniserie)
- 1990: Dreamliners (Red Blooded American Girl)
- 1992: Das Ding aus dem Sumpf (Swamp Thing, Fernsehserie, Folge 3x08)
- 1993: Hidden Obsession
- 1995: Pointman
- 1997: Mad Rex – Gegen das Gesetz (Against the Wall)
- 1998: My Giant – Zwei auf großem Fuß (My Giant)
- 2014: Girltrash – All Night Long
- 2024: The Fall Guy
- 2024: The Ghost Trap